# Аляутдинов, Шамиль Рифатович
Шами́ль Рифа́тович Аляутди́нов (тат. Шамил Рифат улы Аляутдинов; род. 20 января 1974, Москва) — российский религиозный деятель, имам-хатиб московской Мемориальной мечети, исламский богослов и проповедник, автор многочисленных книг по исламской тематике.

## Биография
Шамиль Рифатович Аляутдинов родился 20 января 1974 года в Москве. Потомок выходцев из села Чембилей Краснооктябрьского р-на Нижегородской обл. По национальности татарин. Выпускник Международной исламской академии и факультета исламского права Университета «аль-Азхар» (Египет). Учился с 1992 по 1998 год.
С 1991 года работает в системе ДУМ (Духовных Управлений мусульман РФ). С 1997 года по настоящее время является проповедником (имам-хатыбом) Московской Мемориальной мечети на Поклонной горе. В 1999 году основал популярный богословский сайт umma.ru.
Женат и воспитывает вместе с супругой Зилей шестерых детей. Живёт в Москве.

## Религиозная деятельность
Российские и зарубежные СМИ часто обращаются к Шамилю Аляутдинову за экспертным мнением по современной мусульманской и околомусульманской тематике (его интервьюировали более 200 раз в различных СМИ, включая такие каналы российского телевидения, как Первый Канал, Россия, Рен ТВ, Мир, такие радиоканалы, как Радио России, Вести FM, Русская служба новостей, Эхо Москвы, Радио Свобода, такие новостные печатные издания, как The Economist, Эхо власти, Time. KZ photogallery, Psychologies, Метро, Телецентр, Новые Известия, Большой город, Профиль, Афиша и др.).
В 2012 году создал авторский проект «Триллионер», который рассматривает мусульманские ценности (аяты из Корана и высказывания пророка Мухаммада) как инструмент для духовного, интеллектуального, физического и материального преображения в жизни. Шамиль Аляутдинов пытается объединить коранические и пророческие наставления с последними достижениями таких наук, как психология, нейробиология, социология и др. Он проводит различные семинары в городах России, стран СНГ, за рубежом на темы личностного роста, укрепления веры в себя и свои возможности, а также по выявлению подсознательной финансовой истории и изменению её с подсознательной бедности на подсознательное богатство.
Некоторые исследователи считают, что Шамиль Аляутдинов является одним из видных представителей новой волны исламских проповедников, а также, что его проповеди действуют на качественно новом уровне просветительства. Шамиль Аляутдинов является автором многочисленных статей и книг по исламу.
В 2019 году Шамиль Аляутдинов по версии интернет-издания «БИЗНЕС Online» вошел в топ-100 влиятельных мусульман России, в этом рейтинге он занял 10-е место.

## Публикации
Шамиль Аляутдинов — автор многочисленных статей и книг по исламу, некоторые из которых стали бестселлерами. Благодаря более чем 20-летней работе им был подготовлен и издан первый и пока единственный богословский перевод Корана на русский язык — «Священный Коран. Смыслы», в котором проводятся параллели с современной жизнью.
За время развития проекта «Триллионер» Шамиль Аляутдинов написал уже девять книг на эту тему: «Триллионер слушает», «Триллионер думает», «Триллионер действует», «Финансы Триллионера», «Стань самым умным и самым богатым» (в двух частях), «Ежедневник Триллионера», «Подсознательные бедность и богатство», «Деньги под контролем».
Общий тираж книг Шамиля Аляутдинова — более 400 000 экземпляров.
- Все о мусульманском посте и Курбан-байраме. — СПб.: Диля, 2013.
- Деньги под контролем. — СПб.: Диля, 2019.
- Ежедневник Триллионера. — СПб.: Диля, 2017.
- Женщины и Ислам. — СПб.: Диля, 2011.
- Жизнь на Марсе, или Тут вам — не здесь. — СПб.: Диля, 2008.
- Зачем мне Ислам? — СПб.: Диля, 2013.
- Ислам 624. — М.: Muslim Media Press : Фонд «Мир образования», 2006.
- Как увидеть Рай? — СПб.: Диля, 2015.
- Крик души, или Кризис духа. — М.: Muslim Media Press, 2003.
- Мир души. — СПб.: Диля, 2016.
- Мужчины и Ислам. — СПб.: Диля, 2018.
- Мусульманская молитвенная практика. — СПб.: Диля, 2019.
- Мусульманское право. 1—2. — СПб.: Диля, 2013.
- О смерти и вечности. — СПб.: Диля, 2016.
- Ответы на ваши вопросы об Исламе. — М.: Muslim Media Press : Фонд «Мир образования», 2003.
- От темы к теме. — М.: Muslim Media Press : Фонд «Мир образования», 2004.
- Подарок сыну. Формулы счастья. Для детей от 5 до 60. — СПб.: Диля, 2010.
- Подарок дочери. Формулы счастья. Для детей от 5 до 60. — СПб.: Диля, 2010.
- Подсознательные бедность и богатство. — СПб.: Диля, 2018.
- Потусторонние миры. — СПб.: Диля, 2016.
- Путь к вере и совершенству. — СПб.: Диля, 2019.
- Разные мнения… Почему? — М.: Muslim Media Press, 2003.
- Реальность. — М.: Muslim Media Press : Фонд «Мир образования», 2005.
- Священный Коран. Смыслы. — СПб.: Диля, 2017.
- Семья и Ислам. — СПб.: Диля, 2018.
- Стань самым умным и самым богатым. — Ч. 1. — СПб.: Диля, 2019.
- Стань самым умным и самым богатым. — Ч. 2. — СПб.: Диля, 2019.
- Триллионер слушает. — СПб.: Диля, 2016.
- Триллионер думает. — СПб.: Диля, 2014.
- Триллионер действует. — СПб.: Диля, 2015.
- Финансы Триллионера. — СПб.: Диля, 2015.
- Хадисы. Высказывания пророка Мухаммада. — СПб.: Диля, 2017.
- Шамиль Аляутдинов и массмедиа. Визуализация лучшего. — СПб.: Диля, 2014.

До настоящего времени постоянно переиздается 21 книга. Издания многократно обновлялись и дополнялись. Общий тираж книг Шамиля Аляутдинова исчисляется сотнями тысяч, хотя они никогда не раздавались бесплатно и их выпуск не финансировался ни государством, ни частными фондами.

### Интервью
- Александр Колесниченко. «Нет такого явления – исламский терроризм» // Новые Известия. — М., 2011. — 11 июль. Архивировано из оригинала 13 сентября 2012 года.